# Guillaume d’Estouteville

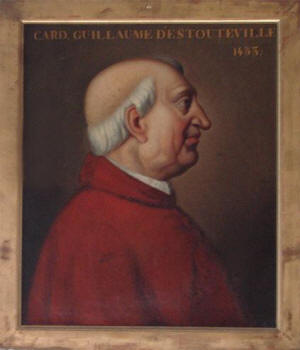
Kardinal Guillaume d’Estouteville (Gemälde etwa 1483)

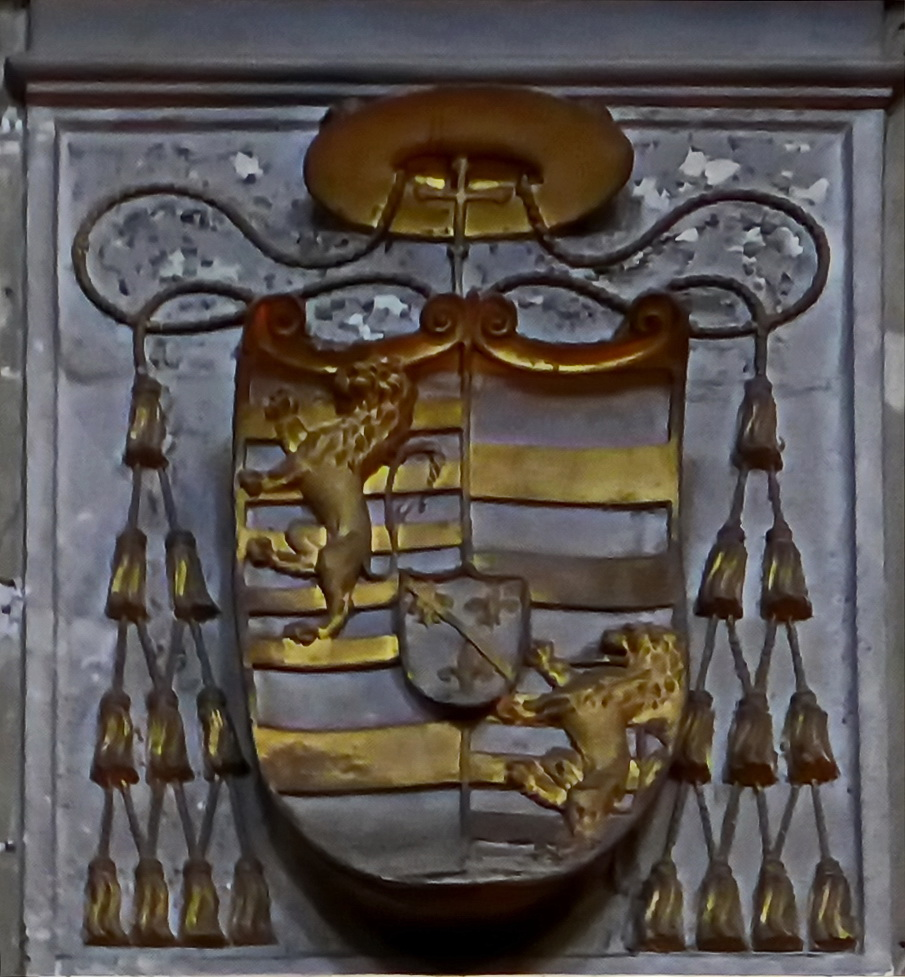
Kardinalswappen (Kirche Sant’Agostino in Campo Marzio in Rom)

Guillaume VII. d’Estouteville (* um 1403 in der Normandie, Frankreich; † 1483 in Rom) war ein französischer Kardinal.

## Leben
Guillaume d’Estouteville entstammte dem normannischen Geschlecht Estouteville, einem Haus des französischen Hochadels. Von seiner Familie wurde er früh für die kirchliche Laufbahn bestimmt und erlangte in der Folge einige Kanonikate, so 1428 in Evreux. Diese Pfründe nutzte er zur Fortsetzung seiner Studien in Paris. 1432 wurde er Domherr an der Kathedrale von Lyon und im Jahr Archidiakon des Kathedralkapitels von Angers. Auch fungierte er als Apostolischer Protonotar. An der Pariser Universität wurde er zum Doktor des kanonischen Rechts promoviert.
1439 wurde Estouteville Bischof von Angers, trat dieses Amt aber nicht an. Im September des Jahres erfolgte bereits seine Ernennung zum Bischof von Digne. Von 1444 bis 1483 war er Abt von Mont-Saint-Michel auf der Klosterinsel vor der normannischen Küste, wo er sich um die Hebung der Baulichkeiten mühte und von 1453 bis 1482 schließlich Erzbischof von Rouen. Als solcher gab er die Erweiterung der Türme seiner Kathedrale in Auftrag. Darüber hinaus wurde Estouteville zum Administrator zahlreicher Bistümer eingesetzt.
Im Konsistorium vom 18. Dezember 1439 kreierte ihn Papst Eugen IV. zum Kardinal und ernannte ihn im Januar 1440 zum Kardinalpriester von Santi Silvestro e Martino ai Monti. Als Päpstlicher Legat in Frankreich gelang es ihm trotz seiner Verwandtschaft mit dem Königshaus weder einen Frieden mit England zu vermitteln, noch die Zurücknahme der Pragmatischen Sanktion von Bourges zu erreichen. Er reformierte die Statuten der Universität Paris und nahm den Rehabilitationsprozess der Johanna von Orleans wieder auf. 1454 wurde er von Papst Nikolaus V. in den Rang eines Kardinalbischofs erhoben und erhielt das Bistum Porto-Santa Rufina. 1461 wurde d’Estouteville schließlich Kardinalbischof von Ostia und Velletri und Kardinaldekan. Beide Ämter hatte er bis zu seinem Tod inne. Zudem war er seit 1477 auch Camerlengo der Kirche.
Kardinal Guillaume d’Estouteville war Teilnehmer der Papstwahlen von 1447 (-> Nikolaus V.), 1458 (-> Pius II.), 1464 (-> Paul II.) und 1471 (-> Sixtus IV.); Als Dekan des Kardinalskollegiums leitete er die Konklaven von 1464 und 1471. „Eine hochgebildete Herrschernatur, erlangte Estouteville 1458 und 1464 die erstrebte Tiara nicht.“ (Hermann Tüchle) Beim Konklave 1458 war er einer der Favoriten, gewählt wurde jedoch Enea Silvio Kardinal Piccolomini.
Er ist Begründer einer der vier heute noch existierenden römisch-katholischen Apostolischen Sukzessionlinien.